# Birkensee (Nürnberger Land)
Der Birkensee ist ein Naherholungsareal auf dem Gebiet der Stadt Röthenbach im Landkreis Nürnberger Land. Es besteht aus dem Großen und dem Kleinen Birkensee.

## Lage
Die Seen befinden sich etwa 13 km östlich von Nürnberg im Lorenzer Reichswald, nahe dem Autobahnkreuz Nürnberg und sind Bestandteil der Sandachse Franken.
Beide Gewässer werden durch das Grundwasser des Röthenbachs gespeist, der, durch eine Sanddüne getrennt, im Nordosten vorbeifließt und in Röthenbach in die Pegnitz mündet.

## Entstehung
In den 1970er Jahren wurde zunächst das Gebiet um den westlich gelegenen Teil, den Kleinen Birkensee, zum Sandabbau genutzt. Durch Unterwasserabbau mit Schürfbaggern bildete sich ein Grundwassersee. Nach Abschluss der Arbeiten wurden hier die Sandlagen teilweise aufgeforstet, während die Uferbereiche sich selbst überlassen blieben.
Der östliche Teil, der Große Birkensee, wurde bis in die 1980er Jahre für Sandabbau genutzt und durch Wassereinbruch auf fast die doppelte Größe erweitert.
Ursprünglich war nur ein einziger wesentlich größerer See geplant, der beide heutige Seen und das Gebiet dazwischen umfassen sollte. Die Fertigstellung war für Mitte 1973 geplant und sollte eine Wasserfläche von 24 Hektar umfassen, mit Sandstrand, Liegewiesen, einem Kinderspielplatz, einem Campingplatz, Sport- und Waldparkanlagen und einem Wirtschaftsgebäude ausgestattet sein, sowie 15.000 bis 20.000 Parkplätze bieten.

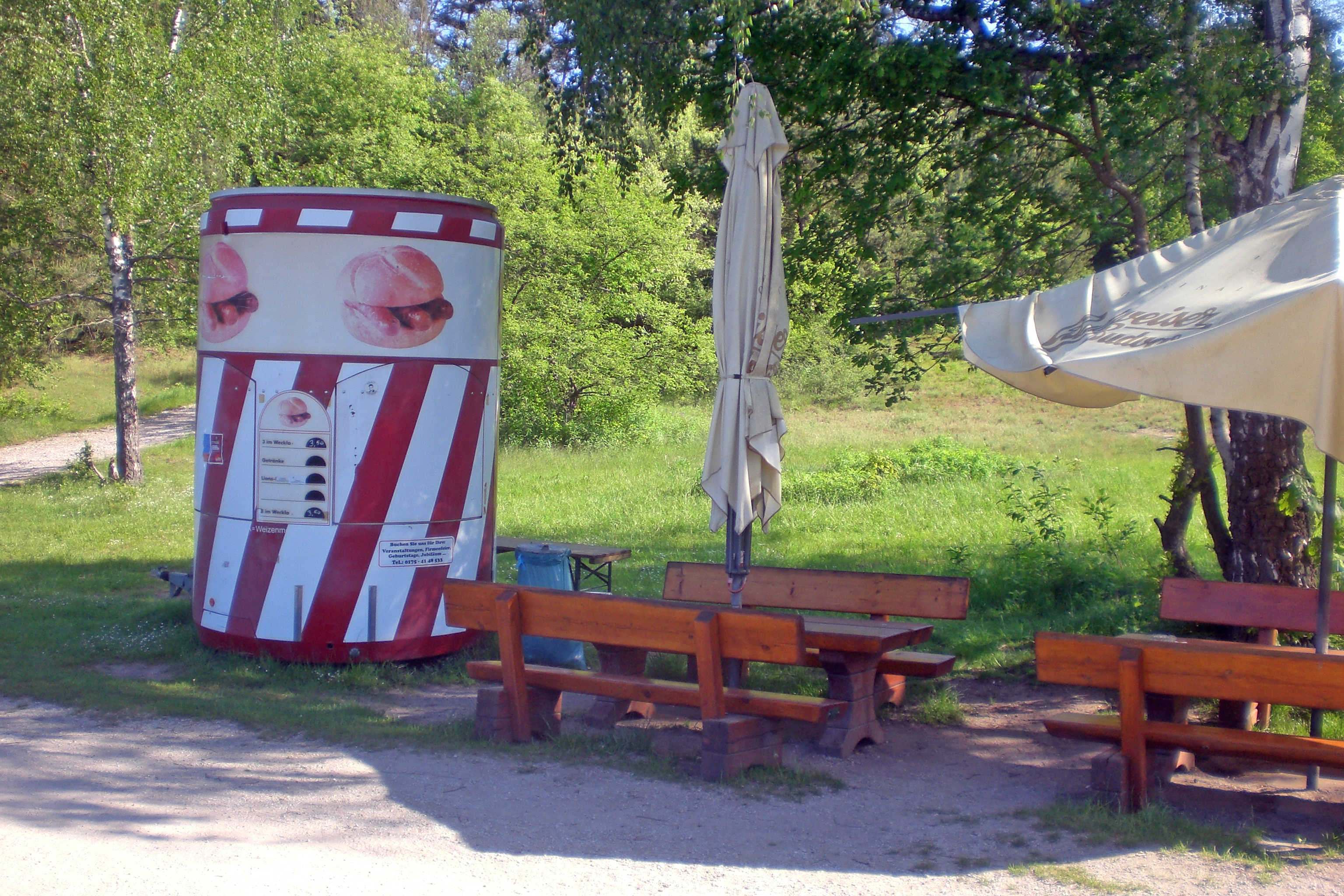
Kiosk am Birkensee (2024)

Am Nordufer befindet sich ein kleiner Kiosk, der an den Wochenenden in der warmen Jahreszeit Getränke und Imbisse anbietet.

## Großer Birkensee
Der Große Birkensee hat eine Tiefe von bis zu über 20 Metern nahe dem steiler ansteigenden Ostufer mit seiner vorgelagerten Sanddüne. Der zur Autobahn hin gelegene Teil ist als geschützter Landschaftsbestandteil ausgewiesen und fällt flach ab.
Der See ist für diverse Freizeitaktivitäten freigegeben. Im Sommer ist er ein beliebter Badesee und wird auch für FKK genutzt. Als Badestrand dienen vor allem die Sanddüne am Nordostufer, eine Wiese am Südufer und das Ufer am nördlich gelegenen Wanderweg (Markierung, Roter Ring). Hier befindet sich an den Wochenenden ein bewirtschafteter mobiler Kiosk sowie ein Müllcontainer. Trotz der Anwesenheit der Wasserwacht kam es schon zu tödlichen Badeunfällen. Im Winter wird der See gerne zum Eislaufen, die Sanddünen werden zum Rodeln genutzt.

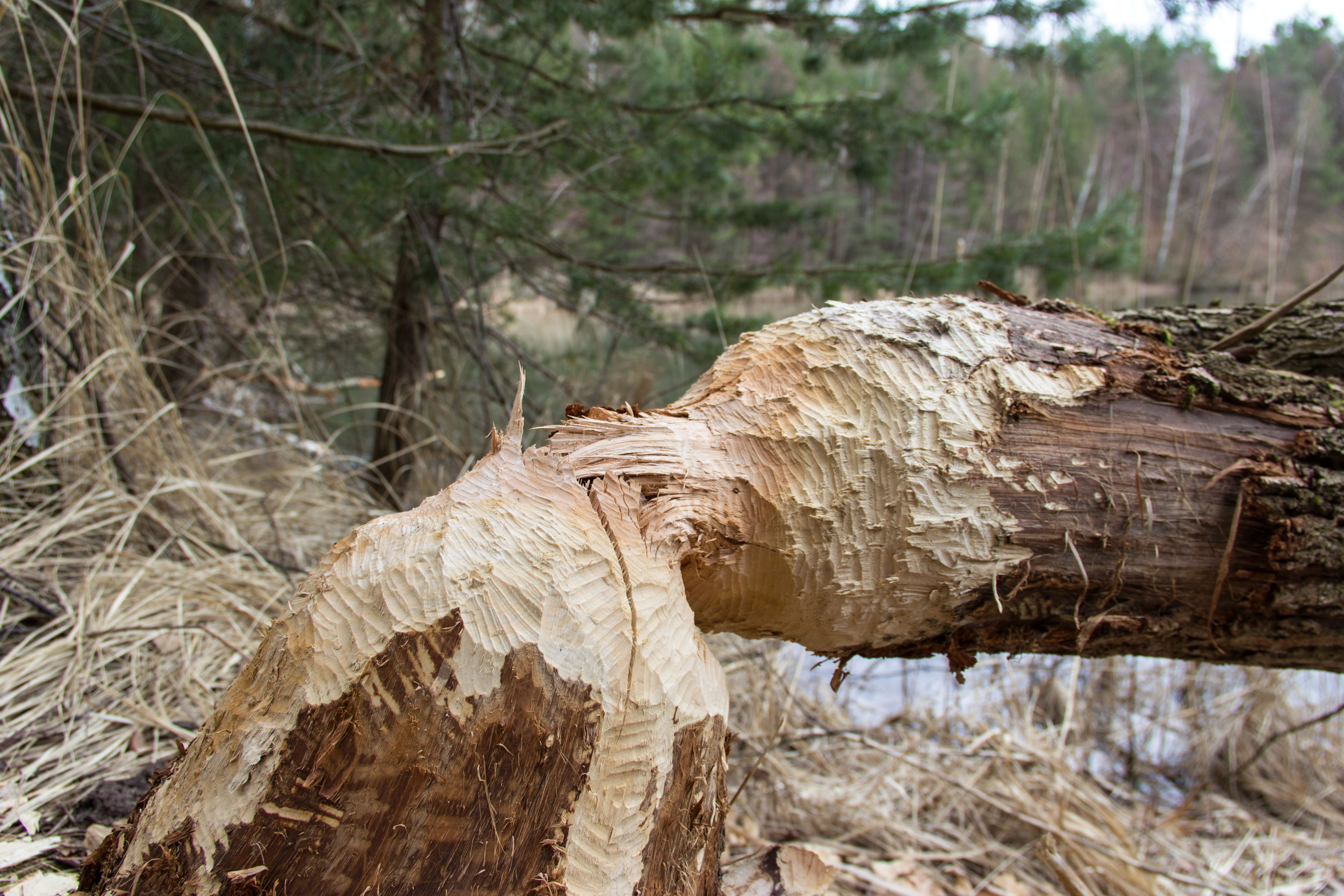
Biberspuren

 Verbissspuren an Bäumen (2015) weisen darauf hin, dass sich Biber angesiedelt haben.
Ende August 2015 wurde bei einer Wasseranalyse eine erhöhte Konzentration von möglicherweise krebserregenden perfluorierten Tensiden (PFT) festgestellt. Daraufhin erließ das zuständige Landratsamt ein vorläufiges Badeverbot und empfahl, auf den Verzehr von im See geangelten Fischen zu verzichten. Eine weitere im November 2015 durchgeführte Analyse ergab, dass der Schlamm des Seegrundes hochgradig belastet ist. Nachdem noch im April 2016 Untersuchungen angestellt worden waren, bei denen u. a. auch Bohrungen zum Grundwasser erfolgten, wurde das Badeverbot im Juni 2016 aufgehoben. Eine offizielle Warnung durch die Behörden besteht weiterhin, doch am Seeufer selbst befinden sich keine Warnschilder. Der Verursacher der erhöhten PFT-Konzentration im See ist ungeklärt. Einen definierten Grenzwert, gegen den eine Konzentration verstoßen könnte, gibt es indes nicht.

## Kleiner Birkensee
Der Kleine Birkensee ist als geschützter Landschaftsbestandteil ausgewiesen und das Baden ist nicht erlaubt. Das Ufer ist schwer zugänglich und darf nicht betreten werden. Hier konnte sich ein Lebensraum für zahlreiche hochspezialisierte Tier- und Pflanzenarten entwickeln. Es finden sich Kreuzkröte, Heuschreckenarten, Ameisen, Wildbienen, Silbergras, Filzkräuter und Bauernsenf. Verbissspuren an Bäumen (März 2013) weisen darauf hin, dass sich auch Biber hier angesiedelt haben.

## Zugang
Der See ist mit dem Fahrrad und zu Fuß gut erreichbar. In unmittelbarer Nähe befinden sich keine Parkplätze, jedoch gibt es einen Großparkplatz an der Verbindungsstraße von Leinburg nach Schwaig.